# Ravalen
Ravalen är en slättsjö i Sollentuna kommun i Uppland som ingår i Norrströms huvudavrinningsområde. Sjön är 1,9 meter djup, har en yta på 0,301 kvadratkilometer och befinner sig 12 meter över havet. Den avvattnas till Mälaren via Edssjön och Oxundasjön.
Sjön är näringsrik och är en bra fågelsjö. Det finns två badplatser vid sjön. Den södra delen ingår i Östra Järvafältets naturreservat.

## Delavrinningsområde

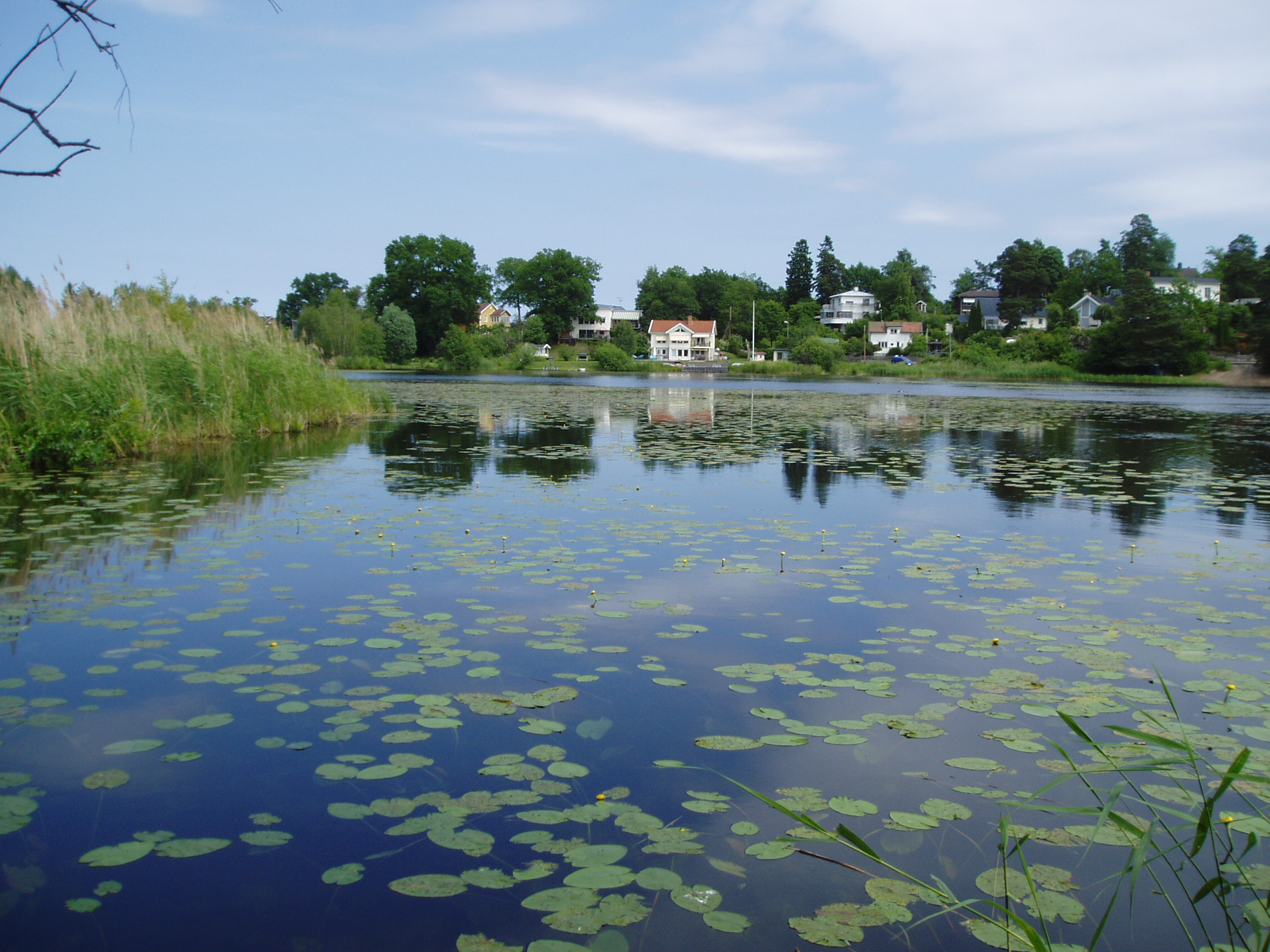
Ravalens norra del.

Ravalen ingår i delavrinningsområde (659560-161848) som SMHI kallar för Inloppet i Edssjön. Medelhöjden är 22 meter över havet och ytan är 18,55 kvadratkilometer. Räknas de 10 avrinningsområdena uppströms in blir den ackumulerade arean 119,98 kvadratkilometer. Oxundaån som avvattnar avrinningsområdet har biflödesordning 3, vilket innebär att vattnet flödar genom totalt 3 vattendrag innan det når havet efter 58 kilometer. Avrinningsområdet består mestadels av skog (42 procent), öppen mark (11 procent) och jordbruk (21 procent). Avrinningsområdet har 1,65 kvadratkilometer vattenytor vilket ger det en sjöprocent på 4,2 procent. Bebyggelsen i området täcker en yta av 8,59 kvadratkilometer eller 22 procent av avrinningsområdet.